# Montdevergues
Montdevergues ist der Flurname, mit dem ein Hügel im Quartier Montfavet in der französischen Stadt Avignon im Departement Vaucluse bezeichnet wird. An diesem Ort befindet sich eine bedeutende psychiatrische Klinik.

## Geologie
Der in der Schwemmebene der Rhone und der Durance liegende Hügel besteht aus Kalkgestein, das früher in einem Steinbruch am südlichen Fuß der Anhöhe ausgebeutet wurde.

## Geschichte
Der Flurname Montdevergues geht auf die okzitanische Form der lateinischen Bezeichnung mons virginum zurück und entstand wegen eines im Mittelalter dort lange Zeit bestehenden Frauenklosters. Im Jahr 1060 gründete die Gräfin Oda aus Avignon auf dem Hügel, der damals noch den älteren Flurnamen Mont Lavenic getragen hatte, mit der Erlaubnis des Bischofs Rostaing I. einen Benediktinerinnenkonvent, den der heilige Bernard um 1150 dem Zisterzienserorden und der Abtei Sénanque unterstellte.
Rund zweihundert Jahre nach der Gründung verlegte der Konvent auf Anraten von Bischof Zoen das Kloster zu seinem besseren Schutz hinter die Stadtmauern von Avignon. Das neue Kloster Ste-Catherine wurde in der Revolution 1790 aufgelöst.

## Psychiatrie
1839 bis 1844 entstand auf dem Landwirtschaftsgut von Montdevergues das psychiatrische Zentrum Montfavet von Avignon. Zu den prominenten Patienten gehörte die 1943 dort verhungerte Bildhauerin Camille Claudel. Die psychiatrische Anstalt von Montfavet setzt sich heute ein für Prävention, Gefängnispsychiatrie, Kinder- und Jugendpsychiatrie und die soziale Wiedereingliederung im Departement Vaucluse.